# Alborada
Alborada är en peruansk musikgrupp bildad 1984. Alborada har inspirerats av andinsk musik, samt spelar även nordamerikansk indianinspirerad musik. Gruppen grundades av Sixto Ayvar Alfaro.

## Medlemmar
- Sixto Ayvar Alfaro
- Víctor Valle
- Lenin de la Torre

## Diskografi
- 1992 - Encuentros
- 1994 - Dedicado
- 1995 - Transfusión
- 1996 - Astrovisión
- 1997 - Tropical
- 1998 - Melodías del corazón 1
- 2000 - Melodías del corazón 2
- 2001 - Melodías inolvidables
- 2002 - Meditación
- 2003 - Five spirits
- 2004 - Los chankas viven
- 2004 - Alborada en vivo
- 2004 - Alborada en vivo DVD
- 2005 - Instrumental
- 2005 - Caminos al sol
- 2006 - Anquayllu
- 2006 - Sunqunchikpy Otavalo
- 2006 - Ananau

## Liknande Grupper
- Amernan
- Indiógenes
- Imayra
- Los Kjarkas
- Kala Marka